# Kinaza białkowa C

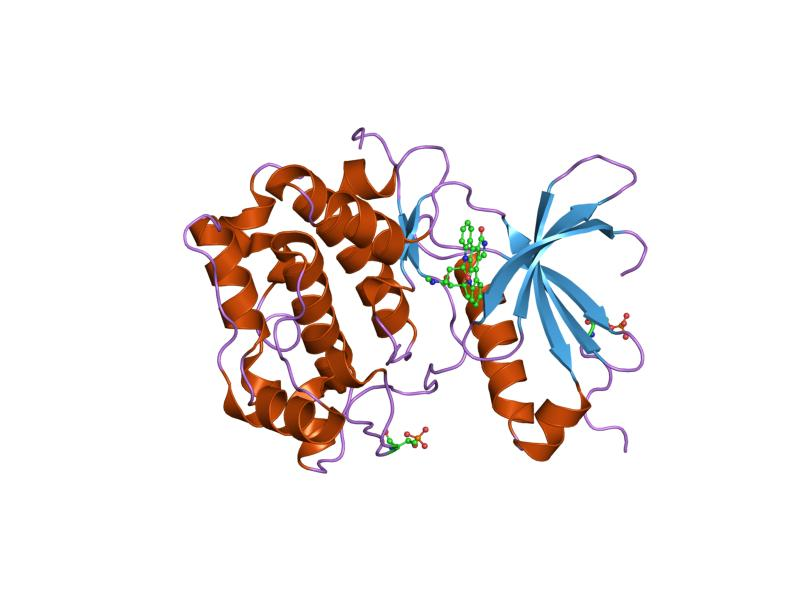
Kinaza białkowa C, typ theta

Kinaza białkowa C, PKC (od ang. protein kinase C), EC 2.7.11.13 – kinaza białkowa kontrolująca funkcjonowanie innych białek poprzez fosforylację grup hydroksylowych seryny i treoniny znajdujących się w tych białkach. Enzymy należące do rodziny PKC są aktywowane w wyniku sygnału, na przykład zwiększenie stężenia diacyloglicerolu (DAG). W związku z tym PKC odgrywają ważną rolę w wielu kaskadach transdukcji sygnału.
Rodzina PKC u ludzi składa się z dwunastu izoenzymów. Dzielą się na trzy podrodziny (konwencjonalne (klasyczne), nowe i atypowe) na podstawie wymaganego przekaźnika drugiego rzędu. Konwencjonalne PKC składają się z izoformy α, βI, βII i γ oraz wymagają do aktywacji Ca2+, DAG i fosfolipidu np. fosfatydyloseryny. Nowe PKC zawierają izoformy δ, ε, η i θ oraz wymagają do aktywacji DAG, ale bez współudziału Ca2+. Tak więc konwencjonalne i nowe PKC są uruchamiane przez ten sam szlak transdukcji sygnału co fosfolipaza C, natomiast atypowe PKC (zawierające izoformy Mζ i ι / λ) nie wymagają do aktywacji ani Ca2+, ani diacyloglicerolu. Termin „kinaza białkowa C” jest zwykle używany do określania całej rodziny izoform PKC. 

## Izoenzymy
- konwencjonalne - zależne od Ca2+ i fosfolipidów oraz aktywowane przez DAG lub estry forbolu 
  - PKC-α
  - PKC-β1
  - PKC-β2
  - PKC-γ
- nowe - niezależne od Ca2+, wymagają do aktywacji DAG lub estrów forbolu w obecności fosfolipidów 
  - PKC-δ
  - PKC-δ1
  - PKC-δ2
  - PKC-δ3
  - PKC-ε
  - PKC-η
  - PKC-θ
- atypowe (nietypowe) – niezależne od Ca2+, nie wiążą DAG i estrów forbolu, wymagają tylko fosfolipidów
  - PKC-ι
  - PKC-ζ
  - PK-N1
  - PK-N2
  - PK-N3

## Struktura
Struktura wszystkich PKC składa się z domeny regulacyjnej i domeny katalitycznej, utrzymywanych razem przez region zawiasowy. Domena katalityczna jest silnie konserwatywna w różnych izoformach PKC, a także, w mniejszym stopniu w stosunku do domeny katalitycznej innych kinaz serynowo-treoninowych. Różne wymagania izoform PKC odnośnie do przekaźnika drugiego rzędu wynikają z różnic w budowie domeny regulacyjnej. Sieć krystaliczna domeny katalitycznej PKC nie została ustalona, z wyjątkiem PKC theta i jota. W związku z podobieństwem do innych kinaz, których sieć krystaliczna została ustalona, strukturę domeny katalitycznej PKC można z dużym prawdopodobieństwem przewidzieć.

### Domena regulacyjna
Domena regulacyjna lub koniec aminowy PKC zawiera kilka wydzielonych podregionów. Domena C1 obecna we wszystkich izoformach PKC zawiera miejsce wiązania dla DAG, jak również dla nie ulegającego hydrolizie, niefizjologicznego analoga zwanego estrem forbolu. Domena jest funkcjonalna i zdolna do wiązania DAG w konwencjonalnych i nowych izoformach PKC, jednak domena C1 w atypowych PKC jest niezdolna do wiązania DAG lub estru forbolu. Domena C2 działa jak czujnik Ca2+. Jest obecna w konwencjonalnych i nowych izoenzymach, ale działa jako czujnik Ca2+ wyłącznie w konwencjonalnych izoenzymach. Region pseudosubstratowy, który jest obecny we wszystkich trzech grupach PKC. Jest to krótka sekwencja aminokwasów, która naśladuje substrat i łączy przestrzenie wiązania substratu w domenie katalitycznej, co powoduje utratę krytycznej reszty seryny oraz pozostałości fosfoakceptora treoniny, utrzymując enzym w formie nieaktywnej. Gdy Ca2+ i DAG są obecne w wystarczających stężeniach, to dochodzi do ich związania się z domeną C2 i C1 i PKC jest przyciągane do błony komórkowej. Interakcja z błoną powoduje uwolnienie pseudosubstratu z miejsca katalitycznego i aktywację enzymu. Aby doszło do interakcji allosterycznych enzym musi znajdować się w odpowiedniej konformacji. Jest to uwarunkowane przez fosforylację domeny katalitycznej (zagadnienie omówione poniżej).

### Domena katalityczna
Domena katalityczna (rdzeń kinazy) PKC umożliwia jej pełnienie różnych funkcji; Kinaza białkowa B (znana jako Akt) i PKC posiadają około 40% podobieństwo sekwencji aminokwasów. To podobieństwo wzrasta do ~ 70% wśród kinaz z rodziny PKC i jest nawet wyższe kiedy porównujemy je tylko w obrębie klasy. Np. dwie atypowe izoformy PKC ζ i ι/λ są identyczne 84% (Selbie i wsp., 1993). Z ponad 30 kinaz białkowych, których sieć krystaliczna została poznana, wszystkie mają taką samą podstawą organizację strukturalną. Są to dwupłatkowe struktury z β-harmonijką w N-końcowym płatku i α-helisą w C-końcowym płatku. Zarówno miejsce wiążące adenozynotrifosforan (ATP) jak i miejsce wiążące substrat jest zlokalizowane w szczelinie uformowanej przez te dwa płatki. W tym miejscu wiąże się również domena pseudosubratowa w domenie regulatorowej.
Inną cechą domeny katalitycznej PKC, której nie sposób pominąć jest jej aktywność w zależności od fosforylacji. Konwencjonalne i nowe PKC posiadają trzy miejsca fosforylacji (pętla aktywacji, motyw zwrotu, motyw hydrofobowy). Atypowe PKC są fosforylowane tylko w pętli aktywacji i motywie zwrotu. Fosforylacja motywu hydrofobowego stała się zbędna przy obecności kwasu glutaminowego w miejscu seryny, który jako naładowany ujemnie wywołuje podobny efekt jak reszta fosforanowa. Fosforylacje wpływają na aktywność enzymatyczną enzymu. 3-fosfatydyloinozytydozależna kinaza białkowa 1 jest kinazą poprzedzającą w kaskadzie inicjującej proces transfosforylacji pętli aktywacyjnej.
Sekwencja konsensusowa kinazy białkowej C jest podobna do tej występującej w kinazie białkowej A (PKA), ponieważ podstawowe aminokwasy występują blisko Ser/Thr i mogą być fosforylowane. Ich substratami są, np. białka MARCKS, kinaza MAP, inhibitor czynnika transkrypcyjnego IκB, receptor dla witaminy D3 (VDR), kinaza Raf, kalpainy i receptor czynnika wzrostu naskórka.

## Aktywacja
Po aktywacji, enzymy z rodziny kinazy białkowej C są przemieszczone do błony komórkowej przez białka RACK (receptora dla aktywowanych białek kinazy białkowej C związanego z błoną komórkową). Kinazy białkowe C znane są z długiego czasu aktywacji: pozostają one aktywne po oryginalnym sygnale aktywacyjnym lub po przejściu fali Ca2+. Przypuszcza się, że dochodzi do tego poprzez produkcję diacyloglicerolu z fosfatydyloinozytolu przez fosfolipazę; rolę w długotrwałej aktywacji mogą również odgrywać kwasy tłuszczowe.

## Działanie
PKC zostało przypisanych wiele funkcji. Powtarzają się teorie, że PKC są zaangażowane: w odczulanie receptorów, w modulowanie zdarzeń w obrębie błony komórkowej, w regulację transkrypcji, w pośredniczenie w procesach odpowiedzi immunologicznej, w regulację wzrostu komórek oraz w procesy uczenia się i pamięci. Funkcje te są osiągane w wyniku fosforylacji białek zależnej od PKC. Jednakże, występuje zróżnicowanie fosforylacji substratów białkowych, ponieważ ekspresja białka jest różna w różnych rodzajach komórek. Tak więc, efekty działania PKC są komórkowo-specyficzne:
| Komórki | Narząd/układ                                   | Aktywatory ligandy → receptory                                                                               | Efekt działania                                                                                                |
| --- | ---------------------------------------------- | --- | --- |
| komórki mięśni gładkich (zwieracze w przewodzie pokarmowym) | układ pokarmowy                                | - Prostaglandyna F2α → - tromboksan                                                                          | skurcz |
| komórki mięśni gładkich w: - mięśniu rozwieraczu źrenicy (narząd wzroku) - zwieraczu cewki moczowej (układ moczowy) - macicy (układ płciowy) - mięśniu stroszyciela włosa (skóra; układ pokrywający) - moczowodzie (układ moczowy) - pęcherzu moczowym (układ moczowy) | Różne                                          | - agonisty adrenergiczne → receptor α1                                                                       | skurcz |
| komórki mięśni gładkich w: - mięśniu zwieraczu źrenicy - mięśniu rzęskowym | narząd wzroku                                  | acetylocholina → receptor M3                                                                                 | skurcz |
| komórki mięśni gładkich (naczynia krwionośne) | układ krążenia                                 | - 5-HT → receptor 5-HT2A - agonisty adrenergiczne → receptor α1                                              | - skurcz naczyń krwionośnych                                                                                   |
| komórki mięśni gładkich nasieniowodu) | układ płciowy                                  | - agonisty adrenergiczne → receptor α1                                                                       | ejakulacja |
| komórki mięśni gładkich (przewód pokarmowy) | układ pokarmowy                                | - 5-HT → receptor 5-HT2A lub receptor 5-HT2B - acetylocholina → receptor M3                                  | - skurcz |
| komórki mięśni gładkich (oskrzela) | układ pokarmowy                                | - 5-HT → receptor 5-HT2A - agonisty adrenergiczne → receptor α1 - acetylocholina → receptor M3 i receptor M1 | skurcz oskrzeli                                                                                                |
| komórki kanalików proksymalnych | nerka                                          | - angiotensyna II → receptor AT1 - agonisty adrenergiczne → receptor α1                                      | - stymulacja NHE3 → sekrecja H+ i reabsorpcja Na+ - stymulacja bazolateralna (pompa Na+/K+) → Na+ reabsorption |
| neurony w zwojach układu nerwowego autonomicznego | układ nerwowy                                  | acetylocholina → receptor M1                                                                                 | EPSP |
| neurony w centralnym układzie nerwowym | układ nerwowy                                  | - 5-HT → receptor 5-HT2A - acetylocholina → receptor M1                                                      | - pobudzenie neuronalne (5-HT) - pamięć? (acetylocholina)                                                      |
| płytki krwi | układ krążenia                                 | 5-HT → receptor 5-HT2A                                                                                       | agregacja |
| komórki wyściółki (splot naczyniówkowy) | układ komorowy                                 | 5-HT → receptor 5-HT2C                                                                                       | ↑ sekrecji płynu mózgowo-rdzeniowego                                                                           |
| mięsień sercowy | układ krążenia                                 | - agonisty adrenergiczne → receptor α1                                                                       | dodatni efekt inotropowy (wzmocnienie siły skurczu serca)                                                      |
| komórki surowicze (ślinianki) | układ pokarmowy                                | - acetylocholina → receptor M1 i receptor M3 - agonisty adrenergiczne → receptor α1                          | - ↑ sekrecji - zwiększenie stężenia potasu w ślinie.                                                           |
| komórki surowicze (gruczoły łzowe) | układ pokarmowy                                | - acetylocholina → receptor M3                                                                               | - ↑ sekrecji                                                                                                   |
| adipocyt | układ pokarmowy/układ wydzielania wewnętrznego | - agonisty adrenergiczne → receptor α1                                                                       | - glikogenoliza i glukoneogeneza                                                                               |
| hepatocyt | układ pokarmowy                                | - agonisty adrenergiczne → receptor α1                                                                       | - glikogenoliza i glukoneogeneza                                                                               |
| komórki gruczołów potowych | skóra (układ pokrywający)                      | - agonisty adrenergiczne → receptor α1                                                                       | - ↑ sekrecji                                                                                                   |
| komórki okładzinowe | układ pokarmowy                                | acetylocholina → receptor M1                                                                                 | ↑ sekrecji kwasu żołądkowego                                                                                   |

## Patologia
Kinaza białkowa C aktywowana przez ester forbolu (promotor nowotworów) może fosforylować silne aktywatory transkrypcji, a tym samym prowadzić do zwiększonej ekspresji onkogenów, promować progresję nowotworową lub zakłócać inne zjawiska.

### Rola kinazy białkowej C w rozwoju retinopatii cukrzycowej
Zwiększone stężenie glukozy we krwi jest czynnikiem aktywującym wytwarzanie DAG, który w następstwie aktywuje PKC. Ponadto mimo nadmiernej podaży DAG, jest on jeszcze dodatkowo wytwarzany w stanach podwyższonego stężenia glukozy we krwi z produktów pośrednich glikolizy. Aktywacja PKC w obwodowych naczyniach krwionośnych wywołuje rozwój patologii śródbłonka naczyniowego oraz zwiększa krzepliwość krwi, co zaburza jej przepływ w naczyniach. W następstwie dochodzi do niedokrwienia i niedotlenienia, co z kolei w dalszej kolejności prowadzi do retinopatii cukrzycowej

### Rola kinazy białkowej C w chorobie Parkinsona
W badaniach zaobserwowano, że w neuronach dotkniętych chorobą Parkinsona dochodzi do nieprawidłowej aktywacji izoform PKC, które powodują zaburzenia regulacji szybkiego transportu wstecznego. Proponowane są rozwiązania z zastosowaniem specyficznych inhibitorów, które mają zapobiec powstaniu patologicznych zmian związanych z nadaktywnością enzymu, a tym samym spowolnić lub zatrzymać chorobę.

## Inhibitory
Inhibitory kinazy białkowej C, takie jak ruboksystauryna mogą mieć potencjalnie korzystne działanie terapeutyczne w obwodowej retinopatii cukrzycowej. Mebutynian ingenolu aktywator kinazy białkowej C, pochodzący z rośliny Euphorbia peplus jest lekiem zatwierdzonym przez FDA do leczenia rogowacenia słonecznego